# ラインハルト・シュトゥンプ
ラインハルト・シュトゥンプ（Reinhard Stumpf、1961年11月26日 - ）は、ドイツ出身の元サッカー選手、サッカー指導者。長身でヘディングが強く、セットプレーの際などには攻撃にも参加してゴールを狙った。
1.FCカイザースラウテルン時代の1990-1991シーズンにはブンデスリーガ優勝経験もあるDF。1996年の後期、8月よりJFLのブランメル仙台でプレイした。仙台時代の背番号は52。加入から7日足らずでヴィッセル神戸との対戦でデビューした。富士通戦で初ゴールを刻んだ。13試合で2得点を挙げた

## 所属クラブ
- SpVggディーテシャイム
- 1984年-1985年  キッカーズ・オッフェンバッハ
- 1985年-1986年  カールスルーエSC
- 1987年-1989年  キッカーズ・オッフェンバッハ
- 1989年-1992年  1.FCカイザースラウテルン
- 1992年-1994年  ガラタサライ
- 1994年-1996年  1.FCケルン
- 1996年8月-12月  ブランメル仙台
- 1997年  ハノーファー96

## 指導歴
- 1997年-2000年  1.FCカイザースラウテルン アシスタントコーチ
- 2002年-2004年  1.FCカイザースラウテルン アシスタントコーチ
- 2004年-2005年  VfLヴォルフスブルク アシスタントコーチ
- 2005年-2007年  ガラタサライ アシスタントコーチ
- 2007年　 ゲンチレルビルリジ
- 2009年-2011年  アル・ヒラル アシスタントコーチ
- 2011年  CSスファクシアン
- 2012年-2013年  SVヴァッカー・ブルクハウゼン
- 2013年  アル・ヒラル
- 2014年-2015年  アル・シャバブ・リヤド
- 2015年  アル・イテファク